# Cronista-mor

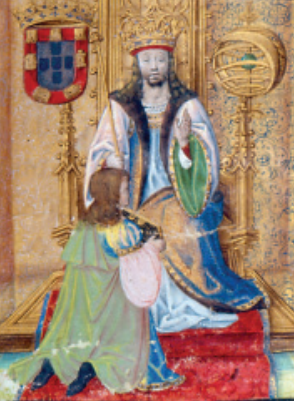
Der Oberste Chronist (Cronista-mor) Rui de Pina überreicht Dom Manuel I. seine Crónica d'El-Rei D. João II (Chronik des Königs Johann II.), ca. 1497–1504.

Cronista-mor (portugiesisch; etwa: Oberster Chronist) war das oberste Chronistenamt des Königreichs Portugal. Die betreffende Person übte die Funktion des Hofchronisten und Staatsgeschichtsschreibers bzw. offiziellen Archivars und Hofhistoriographen des portugiesischen Königshauses aus.
Der Erste, der dieses Amt bekleidete, war Fernão Lopes, der 1434 von Dom Duarte beauftragt wurde, die Chronik der portugiesischen Könige zu schreiben. Im 17. und 18. Jahrhundert wurde das Amt häufig von Zisterziensermönchen ausgeübt.
Almeida Garrett wurde 1841 nach heftiger Kritik an Minister António José de Ávila aus dem Amt entlassen und die Stelle nicht neu besetzt. Im Jahr 1842 wurde durch Dekret vom 30. November  von Costa Cabral die Position des Obersten Chronisten des Königreichs mit der des „guarda-mor“ (dt.: Oberster Wächter / Hauptwächter, für den Direktor des Nationalarchivs) des Torre do Tombo (Guarda-mor da Torre do Tombo) verbunden.

## Übersicht
Die Ernennungstermine für die Position des Obersten Chronisten (cronista-mor) sind angegeben:
1. 1434 – Fernão Lopes
2. 1459 – Gomes Eanes de Zurara
3. 1484 – Vasco Fernandes de Lucena
4. 1497 – Rui de Pina
5. 1525 – Fernão de Pina
6. 1550 – D. António Pinheiro
7. 1599 – Francisco de Andrade
8. 1614 – Fr. Bernardo de Brito O.Cist
9. 1618 – João Baptista Lavanha
10. 1625 – D. Manuel de Meneses
11. 1630 – Fr. António Brandão O.Cist
12. 1644 – Fr. Francisco Brandão O.Cist
13. 1682 – Fr. Rafael de Jesus O.S.B.
14. 1695 – José de Faria
15. 1709 – Fr. Bernardo de Castelo Branco O.Cist
16. 1726 – Fr. Manuel dos Santos O.Cist
17. 1740 – Fr. Manuel da Rocha O.Cist
18. 1745 – Fr. António Botelho O.Cist
19. 1747 – Fr. José da Costa O.Cist
20. 1755 – Fr. António Caldeira O.Cist
21. 1784 – Fr. António da Mota O.Cist
22. 1807 – Fr. João Huet
23. 1822 – João Bernardo da Rocha Loureiro
24. 1823 – Fr. Cláudio da Conceição
25. 1835 – João Bernardo da Rocha Loureiro
26. 1838 – João Baptista de Almeida Garrett